# Cent Donnersdorf
Die Cent Donnersdorf war ein Hochgerichtsbezirk im Hochstift Würzburg.

## Geschichte
Die Cent war ursprünglich Besitz des Hochstifts Bamberg und wurde wohl im Jahr 1017 durch Würzburg eingetauscht. Bezüglich des Ortes Prölsdorf war die Centgerichtsbarkeit mit Bamberg strittig, bis in einem Rezess 1685 die Zugehörigkeit zur würzburgischen Cent Donnersdorf endgültig festgelegt wurde.
Die Grenzen der Cent deckten sich nicht mit den vogteilichen Amtsgrenzen. Die Orte des Sprengels des Centgerichtes gehörten zu den würzburgischen Ämtern Gerolzhofen, Mainberg, Oberschwarzach und Zabelstein. Zur Cent gehörten die Orte
- Altmannsdorf
- Dampfach
- Donnersdorf
- Dugendorf
- Falkenstein
- Geißfeld
- Garbach
- Haudersmühle
- Horhausen
- Koppenwind
- Klebheim
- Wohnau
- Prölsdorf
- Klein-Reinfeld
- Reinhardswinde
- Schindelsee (ab 1731, streitig mit dem bambergischen Amt Burgebrach)
- Ober- und Untersteinbach
- Spielhof (ab 1731, streitig mit dem bambergischen Amt Burgebrach)
- Traustadt
- Wustviel
- Zapfmannsdorf[1]

1575 wurden zusätzlich noch genannt:
- Hauxmoormühle (heute Wüstung)
- Karbach
- Klebheimerhof

In der Cent bestanden 14 Schöffen. Diese waren Erbschöffen. Ein Teil der Centorte war nur eingeschränkt der Cent unterworfen. Diese übergaben die Verbrecher an das Amt Zabelstein, wo der dortige Amtmann Recht sprach. Das Centgericht trat standardmäßig zwei Mal im Jahr zusammen. Bei gutem Wetter fand die Verhandlung „uf der Schrannen“ statt, bei schlechtem Wetter im Rathaus von Donnersdorf.
Als Flurname weist „Im Stockach“, etwa 1600 Meter nordwestlich der Kirche auf diesen Gerichtsplatz hin.